# Partido Baradero
Baradero ist ein Partido im Norden der Provinz Buenos Aires in Argentinien. Laut einer Schätzung von 2019 hat der Partido 36.022 Einwohner auf 1.514 km². Der Verwaltungssitz ist die Stadt Baradero. Baradero wurde am 25. Juli 1615 gegründet und ist damit eines der ältesten Partidos der Provinz Buenos Aires.

## Orte
Baradero ist in 4 Ortschaften und Städte, sogenannte Localidades, unterteilt.
- Baradero (Verwaltungssitz)
- Villa Alsina
- Ireneo Portela
- Santa Coloma